# Tenkai Knights
Tenkai Knights: Les Chevaliers Tenkai (テンカイナイト, Tenkai Naito) est une série d'animation japonaise et canadienne produite par Shogakukan-Shueisha Productions et Spin Master et animée par Bones et Shogakukan Music & Digital Entertainment. Elle est diffusée initialement entre août 2013 et décembre 2014 sur Cartoon Network aux États-Unis, sur Télétoon au Canada, puis entre avril 2014 et mars 2015 sur TV Tokyo au Japon. En France, la série est diffusée sur Gulli et Canal J et éditée en DVD par Kazé depuis 2014.
Une adaptation en manga par Ryō Takamisaki est publiée depuis 2014 par Shōgakukan, et éditée en version française par Kazé depuis septembre 2014. Une gamme de jouets de construction est également proposée par Spin Master.

## Personnages
Guren Nash (大神 グレン, Ōgami Guren)
Voix japonaise : Meguru Takahashi, voix française : Pascale Chemin
Chevalier Tenkai : Bravenwolf (ブレイヴン, Bureivun)
Ceylan Jones (鷲崎 セイラン, Washizaki Seiran)
Voix japonaise : Akemi Kanda, voix française : Nayéli Forest
Chevalier Tenkai : Tributon (トリビュトン, Toribyuton)
Chooki Mason (蜂須賀 チュウキ, Hachisuka Chūki)
Voix japonaise : Risa Taneda, voix française : Bastien Bourlé
Chevalier Tenkai : Lydendor (ライデンドール, Raidendōru)
Toxsa Dalton (亀山 トクサ, Kameyama Tokusa)
Voix japonaise : Maki Mizuma
Chevalier Tenkai : Valorn (ヴァローン, Varōn)
Vilius (ヴィリウス, Viriusu)
Voix japonaise : Yōsuke Akimoto, voix française : Frédéric Souterelle

## Anime
La série d'animation Tenkai Knights est produite par Shogakukan-Shueisha Productions et Spin Master et animée par Bones et Shogakukan Music & Digital Entertainment,. Composés de 52 épisodes, elle est diffusée initialement à partir du 24 août 2013 sur Cartoon Network aux États-Unis, du 28 septembre sur Télétoon au Canada et du 5 avril 2014 sur TV Tokyo au Japon. Dix webisodes ont également été produits.
En France, la série est diffusée sur Gulli et Canal J depuis 2014, et est éditée en DVD par Kazé à partir de septembre 2014 et en Belgique sur Club RTL.
| No. |                    | Title                          |                   |
| --- | ------------------ | ------------------------------ | ----------------- |
| 01  | Two Worlds         | Les deux mondes                | February 08, 2014 |
| 02  | Tenkai Dragon Cube | Le cube du Dragon Tenkai       | February 08, 2014 |
| 03  |                    | L'embrasement                  | February 15, 2014 |
| 04  |                    | Le pouvoir des quatre          | February 15, 2014 |
| 05  |                    | Vilius en action               | February 22, 2014 |
| 06  |                    | L'heritier Tenkai              | February 22, 2014 |
| 07  |                    | Tributon au maximum            | March 01, 2014    |
| 08  |                    | Chooki en quete de chance      | March 01, 2014    |
| 09  |                    | La vallee des secrets          | March 08, 2015    |
| 10  |                    | Toxas 2.0                      | March 08, 2014    |
| 11  |                    | Pile ou face                   | March 09, 2014    |
| 12  |                    | La cle du Dragon               | March 15, 2014    |
| 13  |                    | Vilius se dechaine             | March 15, 2014    |
| 14  |                    | Le cle perdue                  | April 12, 2014    |
| 15  |                    | Supercherie Tenkai             | April 13, 2014    |
| 16  |                    | Le pouvoir de l'humour         | April 13, 2014    |
| 17  |                    | Robofusion                     | April 19, 2014    |
| 18  |                    | La cle du mal                  | April 19, 2014    |
| 19  |                    | Mon frere, ce heros            | April 20, 2014    |
| 20  |                    | Douce trahison                 | April 20, 2014    |
| 21  |                    | Echec et mat                   | April 20, 2014    |
| 22  |                    | Dromus, le traitre trahi       | April 20, 2014    |
| 23  |                    | La quete de la cle du Dragon   | April 26, 2014    |
| 24  |                    | Que la bataille commence       | April 26, 2014    |
| 25  |                    | Le reveil des tenebres         | April 27, 2014    |
| 26  |                    | Un nouveau chevalier           | April 27, 2014    |
| 27  |                    | Le retour de Vilius            |                   |
| 28  |                    | Les chevaliers elementaires    |                   |
| 29  |                    | Un pour tous et tous pour un   |                   |
| 30  |                    | Peur sur la Terre              |                   |
| 31  |                    | Tenkai Ninja                   |                   |
| 32  |                    | Capitaine Toxsa                |                   |
| 33  |                    | Le serpent de la discorde      |                   |
| 34  |                    | Les dangers de la trahison     |                   |
| 35  |                    | Le pouvoir des flammes         |                   |
| 36  |                    | La planche de la colere        |                   |
| 37  |                    | Sesame, ouvre-toi              |                   |
| SP  |                    | Regarder derriere pour avancer |                   |
| 38  |                    | Dragon                         |                   |
| 39  |                    | Bienvenue dans la Jungle!      |                   |
| 40  |                    | Pole Position                  |                   |
| 41  |                    | La planete du singe            |                   |
| 42  |                    | Singe et chevalier             |                   |
| 43  |                    | Scorpidon                      |                   |
| 44  |                    | Rouge et noir                  |                   |
| 45  |                    | Les quatre Beag                |                   |
| 46  |                    | Un coeur de pierre             |                   |
| 47  |                    | Trop pres du coeur             |                   |
| 48  |                    | Un nouvel element              |                   |
| 49  |                    | Le cauchemar de Toxsa          |                   |
| 50  |                    | La tour des briques            |                   |
| 51  | Lone Wolf          | Loup Solitaire                 |                   |

## Manga
L'adaptation en manga est dessinée par Ryō Takamisaki et prépubliée dans le magazine Monthly CoroCoro Comic depuis 2014. Le premier volume relié est publié par Shōgakukan le 28 août 2014 et deux tomes sont commercialisés au 27 mars 2015. La version française est publiée par Kazé dans un format bande dessinée de 48 pages couleur dans le sens de lecture français ; le premier tome est publié le 24 septembre 2014 et quatre tomes sont commercialisés au 20 mai 2015.

## Jeu vidéo
Un jeu vidéo intitulé Tenkai Knights: Brave Battle (テンカイナイト ブレイブバトル, Tenkai Naito Bureibu Batoru) développé et édité par Bandai Namco Games est sorti sur Nintendo 3DS le 25 septembre 2014 au Japon et en Australie, le 26 septembre en Europe et le 7 octobre en Amérique du Nord.